# Stadhuis van Wiesbaden

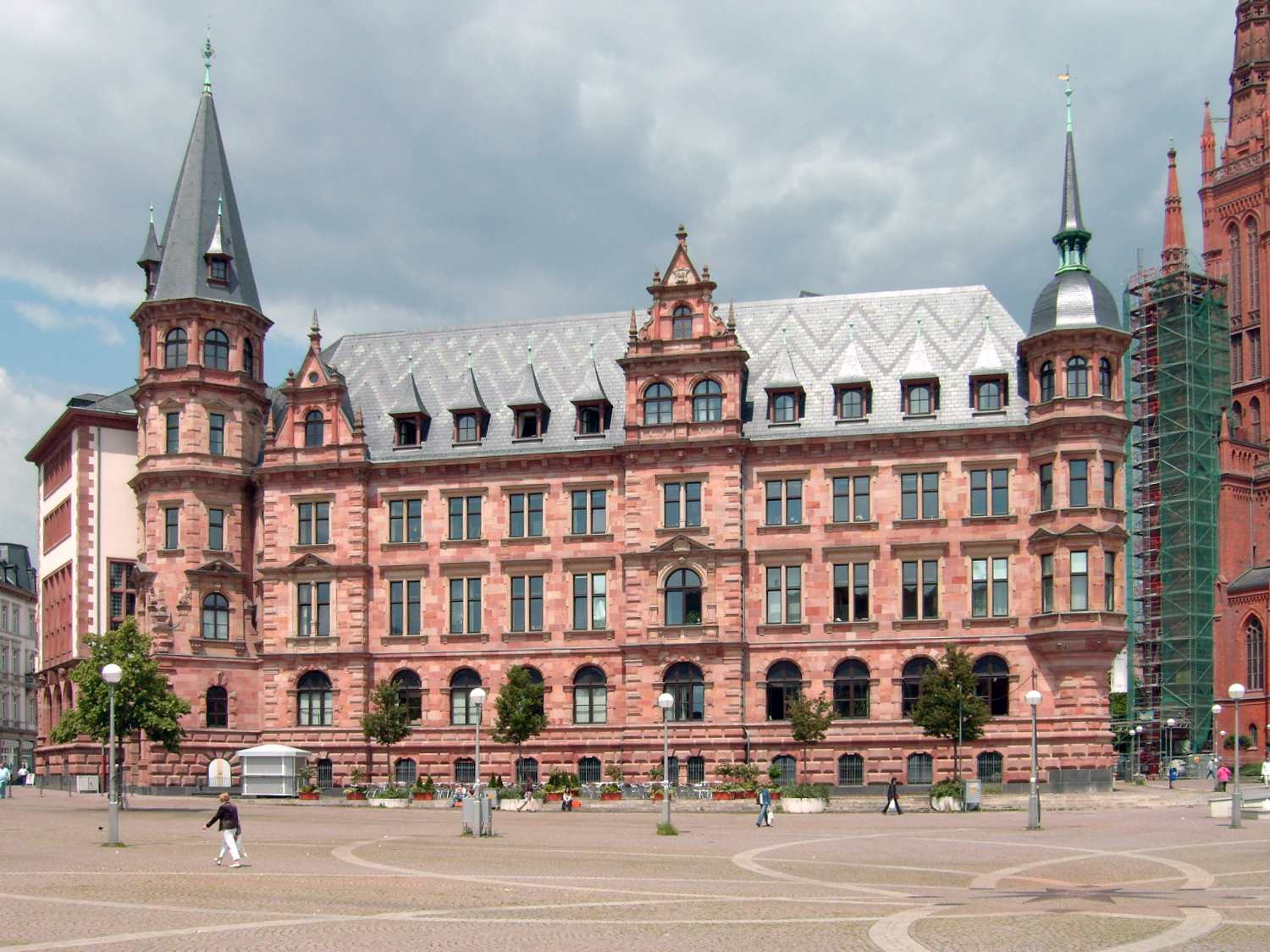
Neues Rathaus in Wiesbaden

Het Neue Rathaus (Nederlands: Nieuwe stadhuis) is het stadhuis van Wiesbaden, gesitueerd aan het Schloßplatz in het centrum van Wiesbaden. Het staat op de plek sinds 1887. Het is gebouwd in de stijl van de neorenaissance.
- Virtual International Authority File: 84150943128926760002